# Pantopsalis johnsi
Pantopsalis johnsi är en spindeldjursart som beskrevs av Forster 1964. Pantopsalis johnsi ingår i släktet Pantopsalis och familjen Monoscutidae. Inga underarter finns listade i Catalogue of Life.